# Jowzdan
Jowzdān (farsi جوزدان) è una città dello shahrestān di Najafabad, circoscrizione Centrale, nella Provincia di Esfahan. Aveva, nel 2006, una popolazione di 6.393 abitanti. 